# Peta strana svijeta
Peta strana svijeta è il quinto album in studio del gruppo musicale Merlin, pubblicato nel 1990.

## Tracce
Testi e musiche di Dino Merlin eccetto dove indicato.

1. Harmonika (Dino Merlin, Fahrudin Pecikoza)
2. Šta ti značim ja
3. Palidrvce (Dino Merlin, Fahrudin Pecikoza)
4. I ovo prođe
5. Pala magla
6. Učini mi pravu stvar
7. Sa mojih usana
8. Ja sam na te navik'o
9. Pogledaj sa prozora